# Modge, Belgaum
Modge là một làng thuộc tehsil Belgaum, huyện Belgaum, bang Karnataka, Ấn Độ.